# River Goyt
Der Goyt ist ein Fluss im Nordwesten Englands und – zusammen mit dem Etherow und dem Tame – einer der drei Quellflüsse des Mersey. Er entspringt in den Mooren von Axe Edge in einer Gegend, die als oberes Goyttal bekannt ist. Nach seiner Vereinigung mit dem Etherow fließt er bei Stockport mit dem Tame zusammen, um dann als Mersey weiterzufließen.